# 清水真砂子
清水 真砂子（しみず まさこ、旧字体：淸水 眞砂子、1941年5月27日 - ）は、日本の翻訳家・児童文学研究者。青山学院女子短期大学名誉教授。
アーシュラ・K・ル＝グウィン『ゲド戦記』の翻訳で知られる。ほか児童文学に関する評論もある。夫は科学技術ジャーナリストの菅沼純一。

## 略歴
1941年朝鮮生まれ。1946年、内地に引き揚げ、静岡県の掛川で育つ。
1960年静岡県立掛川西高等学校卒業。1964年静岡大学教育学部卒業。大学卒業後、静岡県立島田高等学校の英語教諭となる。
1968年より児童文学の翻訳を始め、1974年に「石井桃子論」で日本児童文学者協会新人賞を受賞。
1976年青山学院女子短期大学講師、1980年助教授、1988年児童教育学科教授。2010年定年退職、名誉教授。

## 受賞歴
- 1981年：第28回産経児童出版文化賞（マヤ・ヴォイチェホフスカ「夜が明けるまで」）
- 1993年：第33回日本児童文学者協会賞受賞（「子どもの本のまなざし」）
- 2004年：日本翻訳文化賞受賞（ル=グウィン「ゲド戦記」全6巻）

## 著書

### 単著
- 『子どもの本の現在』（大和書房） 1984、のち岩波同時代ライブラリー
- 『子どもの本のまなざし』（JICC出版局） 1992
- 『幸福の書き方』（JICC出版局） 1992
- 『もうひとつの幸福 - 挫折と成長』（岩波書店） 1994
- 『学生が輝くとき - 何か、こわい、この時代に』（岩波書店） 1999
- 『子どもの本とは何か』（川崎市生涯学習財団かわさき市民アカデミー / シーエーピー出版） 2003
- 『幸福に驚く力』（かもがわ出版） 2006
- 『「ゲド戦記」の世界』（岩波ブックレット） 2006
- 『そして、ねずみ女房は星を見た』 （テン・ブックス、大人が読みたい子どもの本） 2006
- 『青春の終わった日 ひとつの自伝』（洋泉社） 2008
- 『本の虫ではないのだけれど』（かもがわ出版） 2010
- 『大人になるっておもしろい?』（岩波ジュニア新書） 2015
- 『子どもの本のもつ力 - 世界と出会える60冊』（大月書店） 2019

### 共編著
- 『英米児童文学年表・翻訳年表』（八木田宜子共編、研究社出版） 1972

## 翻訳
- 「ゲド戦記」（アーシュラ・K・ル＝グウィン、岩波書店）
  1. 『影との戦い』（A Wizard of Earthsea（1968）） 1976、のち同時代ライブラリー、少年文庫
  2. 『こわれた腕環』（The Tombs of Atuan（1971）） 1976、のち少年文庫
  3. 『さいはての島へ』（The Farthest Shore（1972）） 1977、のち少年文庫
  4. 『帰還 -ゲド戦記最後の書-』（Tehanu, The Last Book of Earthsea（1990）） 1993、のち少年文庫
  5. 『アースシーの風』（The Other Wind（2001）） 2003、のち少年文庫
  6. 『ゲド戦記外伝』（Tales from Earthsea（2001）） 2004、のち改題『ドラゴンフライ - アースシーの五つの物語』（少年文庫）

- 『空にのこったおばあさん』（モード&デロス・ラブレイス、あかね書房、こども世界の民話 南アメリカ編） 1970
- 『ふしぎな時計』（ハワード・パイル、講談社、こどもの世界文学） 1972
- 『かぎっ子たちの公園』（エリック・アレン、大日本図書） 1972
- 『大地に歌は消えない』（ウイリアム・H・アームストロング、大日本図書） 1975
- 『だまされたおおどろぼう』（ハロルド・バースン、アリス館牧新社） 1975
- 『くまくんのじてんしゃ』（エミリー・ウォレン・マクラウド、アリス館牧新社） 1976
- 『はのいたいくま』（デイビッド・マクフェイル、アリス館牧新社） 1976
- 『のんきなかりゅうど マザー・グースのうた』（スーザン・ジェファース、アリス館牧新社） 1976
- 『わすれられたたんじょうび』（R・ハイムラー, A・ハイムラー、あかね書房） 1977
- 『クリスマスのつぼ』（ジャック・ケント、ポプラ社） 1977
- 『あかいかさ』（ロバート・ブライト、ほるぷ出版、海外秀作絵本） 1977
- 『クリスマスのつぼ』（ジャック・ケント、ポプラ社、世界のほんやくえほん） 1977
- 『オギーのぼうけん旅行』（A・ローレンス、あかね書房） 1979
- 『月はだれのもの』（ソニア・レヴィティン、佑学社） 1979
- 『ふうがわりなたまご』（ソニア・レヴィティン、佑学社） 1979
- 『ハル』（ジーン＝マクギボン、偕成社） 1980
- 『オギーのゆかいな友だち』（A・ローレンス、あかね書房） 1980
- 『ジャクソンねこのほんとうの家』（ブリアン・ボール、大日本図書） 1980
- 『ごきげんなライオンのおくさんがんばる』（ルイーゼ・ファティオ、佑学社） 1981
- 『モリスのたからもの』（ポーラ・フォックス、大日本図書） 1981
- 『アウトサイダーズ』（スーザン・E・ヒントン、大和書房） 1983
- 『ジャクソンねこの休日』（ブリアン・ボール、大日本図書） 1983
- 『魔法のオレンジの木 ハイチの民話』（ダイアン・ウォルクスタイン、岩波書店） 1984
- 『はじめてのともだち ジョーとティモシーのおはなし』（ドロシー・エドワーズ、福音館書店） 1984
- 『森の精』（バージニア・ハビランド、学校図書、世界のむかし話 チェコスロバキア） 1984
- 『エルクの日記』（アン・K・ローズ、あかね書房、あかね世界の文学シリーズ） 1985
- 『ジャクソンねこのほんとうの家』（ブリアン・ボール、キャロリン・ハリソン絵、童話館出版、子どもの文学・青い海シリーズ） 1999
- 『トーク・トーク カニグズバーグ講演集』（岩波書店） 2002

### アニタ・ヒューエット
- 『大きいゾウと小さいゾウ』（アニタ・ヒューエット（Anita Hewett）、大日本図書、子ども図書館） 1968
- 『ジャングルの黄色いカエルたち』（アニタ・ヒューエット、大日本図書、子ども図書館） 1969
- 『ギターねずみ』（アニタ・ヒューエット、大日本図書、子ども図書館） 1970
- 『ファクシミリさんととら』（アニタ・ヒューエット、ほるぷ出版） 1976
- 『ゴリラぼうやのパセリさがし』（アニタ・ヒューエット、大日本図書、ヒューエット・どうぶつのお話） 1986
- 『はんてんをなくしたヒョウ』（アニタ・ヒューエット、大日本図書、ヒューエット・どうぶつのお話） 1986
- 『かげをみつけたカンガルーぼうや』（アニタ・ヒューエット、大日本図書、ヒューエット・どうぶつのお話） 1986
- 『コアラのぼうけんりょこう』（アニタ・ヒューエット、大日本図書、ヒューエット・どうぶつのお話） 1986
- 『ジャングルのしあわせなムクドリ』（アニタ・ヒューエット、大日本図書、ヒューエット・どうぶつのお話） 1986
- 『ナマケモノをすくったアルマジロ』（アニタ・ヒューエット、大日本図書、ヒューエット・どうぶつのお話） 1986
- 『花をかざったサイのぼうし』（アニタ・ヒューエット、大日本図書、ヒューエット・どうぶつのお話） 1986
- 『ペカリぼうやはくびわがほしい』（アニタ・ヒューエット、大日本図書、ヒューエット・どうぶつのお話） 1986

### マヤ・ヴォイチェホフスカ
- 『ひとすじの光』（マイア・ヴジェコフスカ（ヴォイチェホフスカ）（en:Maia Wojciechowska）、ポプラ社） 1970、のち偕成社文庫
- 『夜が明けるまで』（マヤ・ヴォイチェホフスカ、岩波少年文庫） 1980
- 『わんぱくきょうだい大さくせん』（マヤ・ヴォイチェホフスカ、岩波書店） 1981、のち少年文庫
- 『LSD - 兄ケビンのこと』（マヤ・ヴォイチェホフスカ、岩波書店） 1983
- 『神さまがやってきた』（マヤ・ヴォイチェホフスカ、すぐ書房） 1989

### マーガレット・マーヒー
- 『めざめれば魔女』（マーガレット・マーヒー、岩波書店） 1989
- 『ゆがめられた記憶』（マーガレット・マーヒー、岩波書店、世界の青春ノベルズ） 1996
- 『ヒーローのふたつの世界』（マーガレット・マーヒー、岩波書店） 1997
- 『紙人形のぼうけん』（マーガレット・マーヒー、岩波書店） 1998

## 出演
- こころの時代「己の影を抱きしめて 清水眞砂子」（2024年1月26日、NHK Eテレ）[2]